# Aenictus abeillei
Aenictus abeillei es una especie de hormiga guerrera del género Aenictus, familia Formicidae. Fue descrita científicamente por André en 1886.
Se distribuye por África: Argelia.